# Mourir pour Dantzig?
Mourir pour Dantzig? (in italiano: Morire per Danzica?) è il titolo di un editoriale del neo-socialista e futuro collaborazionista Marcel Déat, pubblicato in prima pagina sul quotidiano L'Œuvre il 4 maggio 1939. Il titolo completo dell'editoriale era "Points de vue et façons de voir. Mourir pour Dantzig?". La frase divenne uno slogan pacifista poco prima della Seconda guerra mondiale talvolta parafrasata con "Perché morire per Danzica?".

## Antefatti

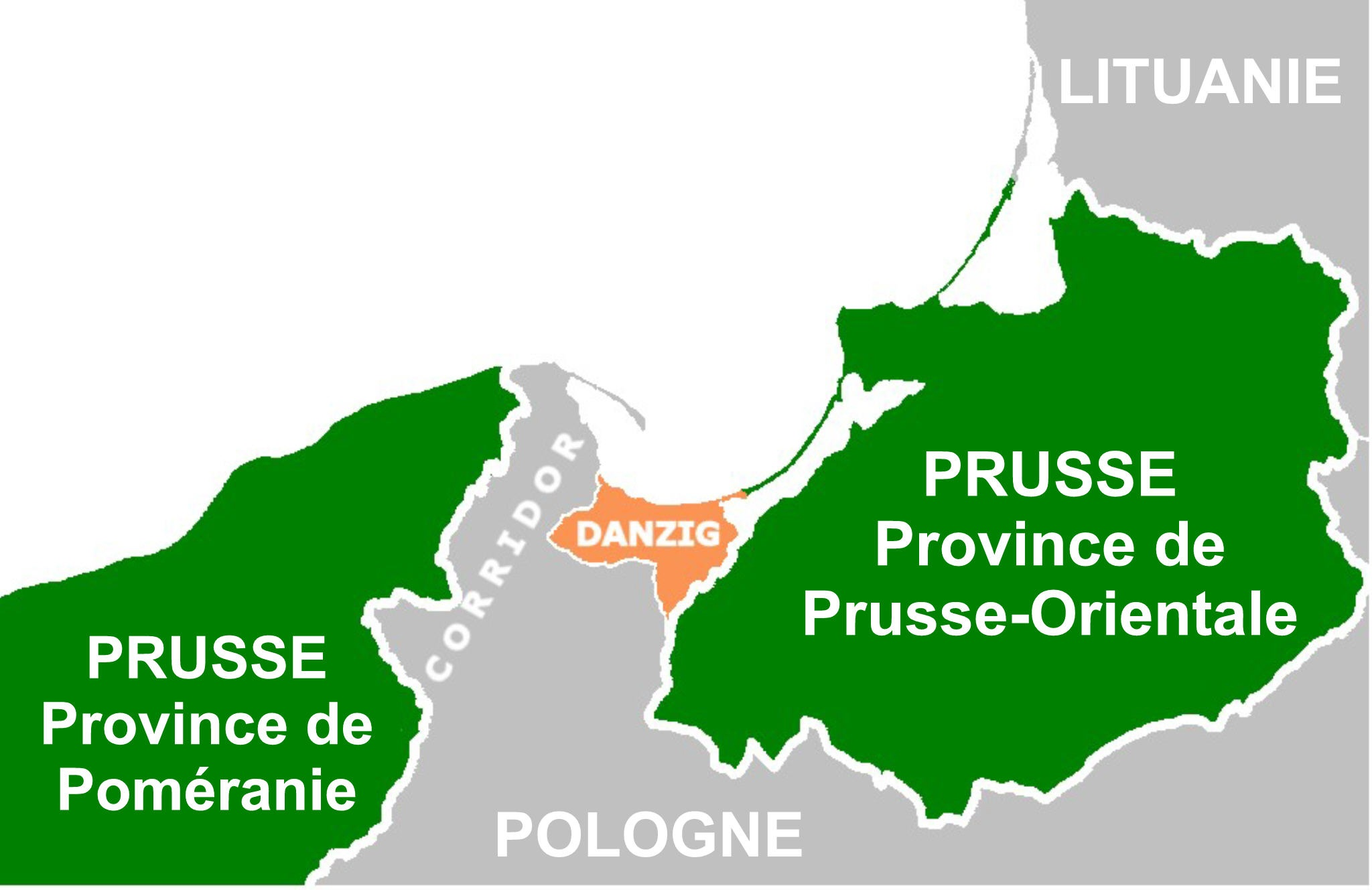
Corridoio di Danzica

Il 12 marzo 1938 Adolf Hitler diede l'ordine d'invadere l'Austria senza incontrare alcuna opposizione in Europa. Il giorno dopo l'Austria era ufficialmente annessa. Nell'ottobre del 1938 venne annesso il Sudetenland a seguito della Conferenza di Monaco del 30 settembre 1938. Il 26 settembre 1938 Hitler aveva dichiarato: "... una volta il problema dei Sudeti risolto, non ci saranno più problemi territoriali". Il 15 marzo 1939 Hitler diede l'ordine d'invadere la Boemia e la Moravia dando poi vita a un protettorato. Nel 1938 Hitler iniziò a rivendicare il Corridoio di Danzica e la Città Libera di Danzica, motivando la sua richiesta con la necessità di proteggere la popolazione di origine tedesca residente nella zona. A seguito della resistenza polacca a cedere quel territorio, nell'agosto 1939 Hitler inviò un ultimatum al governo polacco articolato su un elenco di 16 richieste, in gran parte riguardanti il corridoio polacco e lo status della città libera di Danzica. Il 31 agosto 1939 ci fu l'incidente di Gleiwitz, un finto attacco inscenato contro la stazione radio tedesca di Gleiwitz, e il mattino del 1º settembre la Germania invase la Polonia.

## L'editoriale del 4 maggio 1939
Marcel Déat scrive nel suo editoriale che "i nazisti erano stati a lungo i padroni della città, dove lo sfortunato rappresentante della Società delle Nazioni svolgeva solo un ruolo spettrale. In queste condizioni, l'attaccamento al Reich (di Danzica) era solo una formalità, certamente spiacevole ma per nulla catastrofica". Attribuisce la colpa della situazione attuale ai polacchi, spiegando che "un brivido patriottico ha attraversato questo popolo, il più emotivo e solidale possibile". "Ora sono pronti a considerare Danzica come uno spazio vitale [...] e rifiutano qualsiasi dialogo, qualsiasi discussione con la Germania." E continua dicendo che "non si tratta affatto di cedere alle voglie di conquista del signor Hitler, ma lo dico molto chiaramente: scatenare la guerra in Europa a causa di Danzica è andare un po' troppo lontano, e i contadini francesi non hanno alcuna voglia di morire per i Poldeve". Il termine poldeve fa riferimento al paese immaginario di Poldavie. Marcel Déat conclude: "Combattere al fianco dei nostri amici polacchi, per la difesa comune dei nostri territori, delle nostre proprietà, delle nostre libertà, è una prospettiva che possiamo coraggiosamente considerare, se vogliamo contribuire al mantenimento della pace. Ma morire per Danzica, no!".